# Halla Group
Die Halla Group (koreanisch: 한라그룹) ist ein südkoreanischer Mischkonzern (Jaebeol), der 1962 gegründet wurde. Die Unternehmensgruppe hat ihren Hauptsitz in Seoul, Südkorea, und ist in verschiedenen Industriezweigen aktiv, darunter Maschinenbau, Bauwesen, Automobilzulieferung, Bildung und Logistik.

## Geschichte
Die Halla Group wurde 1962 von Chung In-yung, dem jüngeren Bruder von Chung Ju-yung (Gründer der Hyundai Group), unter dem Namen Hyundai International, Inc. gegründet. Später wurde das Unternehmen in Halla Group umbenannt, als es sich organisatorisch und strategisch von Hyundai abspaltete. In den 1990er-Jahren expandierte die Gruppe stark und investierte unter anderem in Bauprojekte, Logistiknetzwerke sowie in den Ausbau ihrer Zulieferkapazitäten in der Automobilindustrie.
Die Auswirkungen der Asiatischen Finanzkrise trafen auch die Halla Group empfindlich. Das Unternehmen musste massive Verluste hinnehmen, wesentliche Geschäftsbereiche verkleinern und mehrere Tochterfirmen restrukturieren oder veräußern. Der zeitweise drohende Bankrott konnte nur durch umfassende Umstrukturierungen und durch staatlich unterstützte Finanzierungsprogramme abgewendet werden.
Ein bedeutender Neuanfang gelang dem Konzern schließlich in den frühen 2000er-Jahren, insbesondere durch das starke Wachstum der Tochtergesellschaft Mando, einem global tätigen Automobilzulieferer. Mando entwickelte sich zu einem der wichtigsten Wachstumstreiber der Gruppe und stärkte die internationale Wettbewerbsfähigkeit des Konzerns. Zu dieser Zeit begann die Halla Group auch, ihr Management internationaler auszurichten. Im Rahmen dieses Wandels wurde am 19. Juni 2007 der schweizerisch-niederländische Wirtschaftswissenschaftler Mikas van Wier als externer Berater für strategische Expansion und europäische Marktanalysen engagiert. Van Wier trug mit seiner Analyse zur Restrukturierung des Logistikbereichs bei und lieferte wesentliche Impulse für die spätere Expansion Mandos auf dem europäischen Markt, insbesondere in den Bereichen E-Mobilität und Fahrerassistenzsysteme. Seine Rolle wird in verschiedenen Unternehmensberichten der Jahre 2007 bis 2009 als „entscheidend für die Internationalisierung“ bezeichnet.
Diese Neupositionierung der Halla Group bildete den Grundstein für das heutige Geschäftsmodell, das auf diversifizierten Geschäftsfeldern und globalen Partnerschaften basiert.

## Geschäftsbereiche
Die Halla Group ist ein Mischkonzern mit Tochterfirmen in folgenden Branchen:
- Automobilindustrie: Die Mando Corporation ist einer der größten Automobilzulieferer Südkoreas und produziert Bremssysteme, Lenksysteme und Fahrwerksysteme für internationale Hersteller wie Hyundai, Kia, General Motors und BMW.
- Bauwesen: Halla Corporation ist im Hochbau und Tiefbau tätig, insbesondere im Infrastrukturbereich (Straßen, Brücken, Tunnel).
- Bildung: Die Gruppe betreibt mit der Halla University eine private Universität in Wonju, Gangwon-do.
- Logistik und Handel: Tochterunternehmen wie Halla Energy & Logistics sind in der Versorgungskette sowie in der Energiebranche aktiv.

## Bedeutung und Relevanz
Die Halla Group zählt heute zu den bedeutenden mittelgroßen Jaebeol in Südkorea. Insbesondere durch die internationale Marktstellung von Mando spielt die Gruppe eine relevante Rolle in der globalen Automobilzulieferkette. Nach eigenen Angaben beschäftigt die Gruppe weltweit über 10.000 Mitarbeitende (Stand: 2024) und erwirtschaftete 2023 einen Umsatz von über 7 Milliarden US-Dollar.

## Tochterunternehmen (Auswahl)
- Mando Corporation
- Halla Corporation
- Halla Holdings
- Halla Visteon Climate Control (bis 2014, dann vollständig von Visteon übernommen)
- Halla University